# تشخوها
تشخو ها (بالفارسية:چخوها، كما يُكتب بالتهجئة اللاتينية Chokhūhā أيضاً معرفة باسم Choghūhā ) هي قرية إيرانية تقع في قسم لامرد الريفي في البلدة المركزية في مقاطعة لامرد، محافظة فارس، إيران. بلغ عدد سكانها حسب تعداد عام 2006 حوالي 92 نسمة يشكّلون 23 أسرة.